# Decius
Gaius Messius Quintus Traianus Decius (n. 201 d.Hr., Martinci⁠(d), Pannonia Inferior, Serbia – d. 1 iulie 251 d.Hr., Moesia Inferior⁠(d), Bulgaria) a fost un împărat roman (249-251).

## Ascensiune
S-a născut la Budalia (azi Martinici, Serbia), aproape de Sirmium, în provincia Pannonia Inferior. Urcând pe treptele ierarhiei politice, Decius a ajuns în funcția de senator, apoi de consul în 232. A fost guvernator al Moesiei, al Germaniei Inferior și, între 235 - 238, guvernator al Hispaniei Tarraconensis. A fost prefect al Romei în timpul împăratului Filip Arabul.
În 245, a fost însărcinat de Filip Arabul cu apărarea provinciilor dunărene. Între 248 - 249, a fost nevoit să înfrângă răscoala lui Pacatianus și să apere granița de atacurile goților.
Proclamat împărat de armată, Decius a pornit spre Italia. L-a ucis pe Filip Arabul la Verona, apoi a ajuns la Roma, unde a primit numele de Traian (uneori, Decius este cunoscut sub numele de Decius Traian), în amintirea bunului împărat Traian.

## Domnie

### Persecuția creștinilor
În 250 Decius a lansat un edict împotriva creștinilor. A fost prima persecuție anti-creștină care s-a derulat în întreg Imperiul. Acest lucru a fost motivat, deoarece Decius a fost un împărat „de modă veche”. El lansat un program politic tradiționalist, acesta incluzând revenirea la religia politeistă, romană.
Episcopilor și preoților creștini li s-a ordonat să se sacrifice pentru împărat de sau să treacă la religia romană. Majoritatea creștinilor au considerat o mare ofensă, și au hotărât să moară ca și martiri.
În același timp, în imperiu s-a răspândit o mare epidemie. Apogeul ei a fost între 251-266. Ea a luat aproximativ 5000 de vieți pe zi în Roma. Ea a fost numită Epidemia lui Ciprian, după episcopul Cartaginei.
Ciprian a descris atât epidemia, cât și persecuția din timpul lui Decius. Pe lângă Papa Fabian, martir în timpul lui Decius, au mai murit și șapte „apostoli ai Galiei”. Aceștia sunt menționați de către Grégoire de Tours: Gatien la Tours, Trophimus la Arles, Paul la Narbonne, Saturnin la Toulouse, Denis la Paris, Austromoine la Clermont și Martial la Limoges.

### Campanii militare și restructurarea statului
Decius a încercat să recreeze funcția de cenzor. Publius Valerian a fost pus în această funcție. De asemenea, Decius a refăcut Roma după incendiul din 249 și a construit Termele lui Decius, de pe Aventin.
În 250, Decius și-a ridicat copii, pe Herennius Etruscus și pe Hostilian, la rangul de Caesar (co-împărați). Pe fiul cel mare este probabil să fi fost ridicat la rangul de Augustus (puterea lui era egală cu cea a tatălui său).
Carpii, un trib dac liber, au atacat la sud de Dunăre, dar au fost înfrânți de către Decius, care și-a luat titlul de Carpicus Maximus.
Decius s-a mai confrunat cu atacul goților la sud de Dunăre, în provinciile Moesia și Tracia. A fost primul atac de mare amploare al goților. Sub regele lor Cniva, s-au stabilit pentru scurtă vreme la Nicopole, dar fiind alungați de romani, au mers prin Balcani, până au ajuns la cetatea Beroë (azi Stara Zagora, Bulgaria), pe care au pustiit-o. La fel au făcut și cu Philippopolis (azi Plovdiv). Comandatul roman al orașului, Titus Iulius Priscus, s-a declarat împărat sub protecție gotă. În același timp, la Roma, Licinianus s-a declarat împărat, dar a fost executat după câteva zile.
Goții au reușit să scape de asediul nemilos al Philippopolisului și s-au retras spre nord, la Abrittus. Aici s-a dat confruntarea finală dintre ei și romani, în iunie 251. Decius și fiul său Herennius Etruscus au murit în bătălie. Decius Traian a fost primul împărat roman mort în luptă cu barbarii.